# Condominio Guadalajara
Condominio Guadalajara es un rascacielos ubicado en la ciudad de Guadalajara, siendo también el primero en construirse en la ciudad. Construido en 1963 se ha convertido junto con el edificio contiguo Hotel Misión Carlton, en un ícono de la ciudad. Durante muchos años fue el edificio más alto de la ciudad, siendo superado en 2005 por el Centro Médico Puerta de Hierro. Actualmente se encuentra en proceso de modernización.

## Datos clave
- Altura- 105 metros.
- Pisos- 25
- Estructura de acero
- Condición: 	Construido
- Rango: 	
  - En México: 190º lugar,
  - En Guadalajara: 3º lugar
  - En el Área Metropolitana: 14º lugar

Constructora Participante : Estructuras DIVA sa. de cv.
El 3 de mayo de 1962 se montó la primera columna de acero a las 3 de la mañana.
41A5553.jpg